# سرخوی معمولی
نام علمی گونه:
(Lutjanus johnii (Bloch,۱۷۹۲
نام علمی مترادف: ندارد
نام انگلیسی:John's snapper
نام فارسی: سرخوی معمولی
اندازه : حداکثر اندازه بدن ۷۰ سانتیمتر و به‌طور متوسط به ۵۰ سانتیمتر می‌رسد.
مشخصات : بدن آنها تقریباً مرتفع، در ردیف‌های فلس در بالای خط جانبی بموازات این خط بوده و در پایین خط جانبی در ردیفهای افقی می‌باشد. خط جانبی دارای ۵۰ عدد فلس، باله پشتی دارای ۱۰شعاع سخت و ۱۳ تا ۱۴ شعاع نرم و باله مخرجی دارای ۳ شعاع سخت و ۸ شعاع نرم می‌باشد. رنگ بدن سبز نقره‌ای یا قرمز برنز بوده و در وسط هر فلس نقطه تیره مشخصی وجود دارد که مجموعاً ردیف‌های طولی از نوارهای تیره رنگی را ایجاد می‌کنند.
زیست‌شناسی : زیستگاه آن متعلق به آبهای کم‌عمق ساحلی با بستر گلی یا شنی بوده و در مناطق جنگل‌های حرّا، همچنین تا عمق ۸۰ متری نیز دیده می‌شود. تغذیه آنها از بی مهرگان کفزی و ماهیها صورت می‌گرد.
نام‌های مورد استفاده در جنوب ایران : آگال
وسایل صید: ترال کف، قلاب دستی و گرگور.